# Ammoconia typhoea
Ammoconia typhoea är en fjärilsart som beskrevs av Turati 1909. Ammoconia typhoea ingår i släktet Ammoconia och familjen nattflyn. Inga underarter finns listade i Catalogue of Life.